# Antoine Cadet de Vaux
Antoine Cadet de Vaux fr: antwan kadɛ də vo, (ur. 1743 w Paryżu – zm. 1828 w Paryżu) – dziennikarz francuski. Jego bratem był Louis Claude Cadet de Gassicourt.

## Życiorys
Antoine Cadet de Vaux miał zostać farmaceutą, później prowadził różnorakie badania naukowe i filantropijne. Antoine Parmentier współpracował z nim w publikowaniu prac na temat czystości i higieny publicznej.
W roku 1777 Antoine Cadet de Vaux założył gazetę Le Journal de Paris, która długo prosperowała dzięki jego organizacyjnemu talentowi. Przyjaźnił się z Benjaminem Franklinem, w czasie pełnienia przez niego funkcji ambasadora USA we Francji.

## Dzieła
- Instruction sur l'art de faire les vins ;
- Traité sur le blanchiment à la vapeur.